# Тахов (район)
Тахов (чеш. Okres Tachov) — один из 7 районов Пльзенского края Чешской Республики. Административный центр — город Тахов.  В районе насчитывается 51 муниципалитет, из которых 8 имеют статус города.

## География
Расположен на северо-западе края. В рамках края граничит с районами Пльзень-север (на востоке), Пльзень-юг (на юго-востоке) и Домажлице (на юге). На севере граничит с районом Хеб Карловарского края. На западе — государственная граница с Германией.

## Города и население
Данные на 2009 год:
| Город      | Население |
| ---------- | --------- |
| Тахов      | 13 004    |
| Стршибро   | 8 153     |
| Плана      | 5 645     |
| Бор        | 4 408     |
| Кладруби   | 1 542     |
| Пршимда    | 1 529     |
| Черношин   | 1 217     |
| Бездружице | 952       |

| Всего          | Женщин           | Мужчин           |
| -------------- | ---------------- | ---------------- |
| 54 375 (100 %) | 26 837 (49,36 %) | 27 538 (50,64 %) |

Средняя плотность — 39,44 чел./км²; 67,03 % населения живёт в городах.